# Tacoma Tigers
Die Tacoma Tigers waren ein US-amerikanisches Eishockeyfranchise der Pacific Coast Hockey League aus Tacoma, Washington.  

## Geschichte
Das Franchise der Tacoma Tigers nahm 1930 den Spielbetrieb in der zwei Jahre zuvor gegründeten Pacific Coast Hockey League auf. Nach nur zehn absolvierten Spielen, von denen die Tigers nur zwei gewannen, stellte die Mannschaft den Spielbetrieb schon zu Beginn der Saison 1930/31 vorzeitig wieder ein. 